# Palacete de Villa Ariatza
El Palacete de Villa Ariatza es un elegante y señorial palacete que se encuentra emplazado en la Avenida de Zugazarte, en el barrio de Las Arenas, municipio de Guecho, cercano a la ciudad de Bilbao. 

Las grandes villas residenciales de Getxo fueron calificadas en 2001 como Bien Cultural, con la categoría de Conjunto Monumental. 
Durante un tiempo fue sede del Real Club Marítimo del Abra y Real Sporting Club pero, tras sufrir un atentando de ETA,el edificio permaneció cerrado y en estado de semi-abandono hasta que fue rehabilitado y remodelado. 

## Entorno
El edificio, además de emplazarse junto al Palacio de Kai Alde, forma parte del conjunto de palacios y palacetes que se encuentran en la Avenida de Zugazarte en el barrio de Las Arenas, municipio de Guecho. En la zona destacan otros palacios como el Palacio Eguzkialde, también denominada popularmente como la "Casa de la Alcaldesa", el Palacio San Joseren, el Itxas Begi, o el Palacio del Marqués de Olaso.  
Además, se encuentra muy próximo a promontorio de Arriluce, donde se concentran un conjunto de espectulares palacios y mansiones de principios de siglo, pertenecientes a la alta burguesía, de los cuales destacan, entre otros, el Palacio Lezama Leguizamón que es un elegante y señorial palacio de principios del siglo XX, el Palacio Ampuero, diseñado en 1928 por el arquitecto Manuel María Smith, a petición del empresario y político José Joaquín Ampuero Del Río y su familia, o el Palacio de Arriluce, el cual mantiene desde un principio el carácter original de la obra del arquitecto José Luis Oriol, en este mismo emplazamiento sobre el Puerto de Arriluce se encuentra también el Palacio Mudela. 
En esta zona nos encontramos con todo una riquísima variedad de estilos arquitectónicos, que van desde el neo-vasco hasta el regionalismo neo-montañés, pasando por el neo-medievalismo. La característica más común de todas ellas está en la singularidad que prevalece sobre cualquier otro valor, además de unos jardines bien cuidados sobre los escarpes que completan este conjunto de relieve paisajístico.